# Stefanów (gmina Zadzim)
Stefanów – wieś w Polsce, położona w województwie łódzkim, w powiecie poddębickim, w gminie Zadzim. Większość tego najmniejszego sołectwa w gminie Zadzim pokrywają lasy .
W latach 1975–1998 miejscowość należała administracyjnie do województwa sieradzkiego.
Wieś stanowi sołectwo gminy Zadzim. Według Narodowego Spisu Powszechnego z roku 2011 wieś liczyła 95 mieszkańców.